# Dosima
Genre
Dosima est un genre de crustacés pédonculés de la famille des Lepadidae vivant fixé à des flotteurs de leur propre construction, transportés par les courants océaniques.

## Liste d'espèces
Ce genre ne contient que deux espèces : 
- Dosima fascicularis (Ellis & Solander, 1786)
- Dosima guanamuthui (Daniel, 1971)